# Anton Harrer
Anton Harrer (* 1817 in Landshut; † 1885) war ein deutscher Zeichner, Architekt und bayerischer Baubeamter, der im süddeutschen Raum mehrere Großbauten im Geist des Historismus in den Stilen der Neuromanik, Neugotik und Neorenaissance errichtete.

## Leben
Harrer war an seinen Hauptwirkungsorten ansässig, anfangs in München und in den 1850er Jahren in Lindau.
In Lindau entstanden unter Anton Harrer 1846–1856 der erste Bahnhof der Stadt, das Hauptzollamt und die neue Hafenanlage mit Leuchtturm und dem Denkmal des Bayerischen Löwens. Die Entwürfe für das Empfangsgebäude schuf der als bayerischer „Bahnhofsarchitekt“ dieser Epoche bekannte Eduard Rüber, der auch an Harrers Vorzeigeprojekt, der Villa Leuchtenberg in Lindau-Reutin, an der Innengestaltung mitwirkte.
Anton Harrer tat sich auch bei Entwürfen für Altäre und Kanzeln hervor und war Autor von Schulungsunterlagen für Handwerker und Baufachleute. Claudia Grund widmete sich in ihrer Dissertation der Rolle Anton Harrers bei der wissenschaftlichen und bildlichen Erfassung von Kirchenmobiliar und seinem besonderen Interesse an der Altarbaukunst des Mittelalters.

## Bauten
- 1834–1839: Bayerische Staatsbibliothek (Mitarbeit als Zeichner und Bauführer bei Friedrich von Gärtner)
- 1843–1848: Wittelsbacher Palais (Mitarbeit als Zeichner und Bauführer bei Friedrich von Gärtner)
- 1846–1856: Empfangsgebäude des Bahnhofs Lindau (Ausführung nach Entwürfen von Eduard Rüber; 1913–1921 durch Neubau ersetzt)
- 1849–1851: Hauptzollamtsgebäude in Passau
- 1852–1854: Villa Lotzbeck in Lindau-Aeschach (Umgestaltung der Villa sowie Ökonomiegebäude und Sommerpavillon mit Gewächshaus im Park)[4]
- 1850er Jahre: Villa Sautier/Brune („Zum Spiegler“) in Lindau-Schachen
- 1850er Jahre: Villa Gruber („Lindenhof“) bei Lindau
- 1853–1855: Villa Leuchtenberg in Lindau (Umbau eines ehemaligen Zollhauses zu Sommervilla)
- 1859–1863: Pfarrkirche St. Peter und Paul in Oberstaufen (neugotisch)
- 1870–1871: Pfarrkirche St. Verena in Lindau-Oberreutin (neugotisch Saalkirche)
- 1872–1873: Altes Gymnasium und Philosophisch-Theologische Hochschule in Regensburg

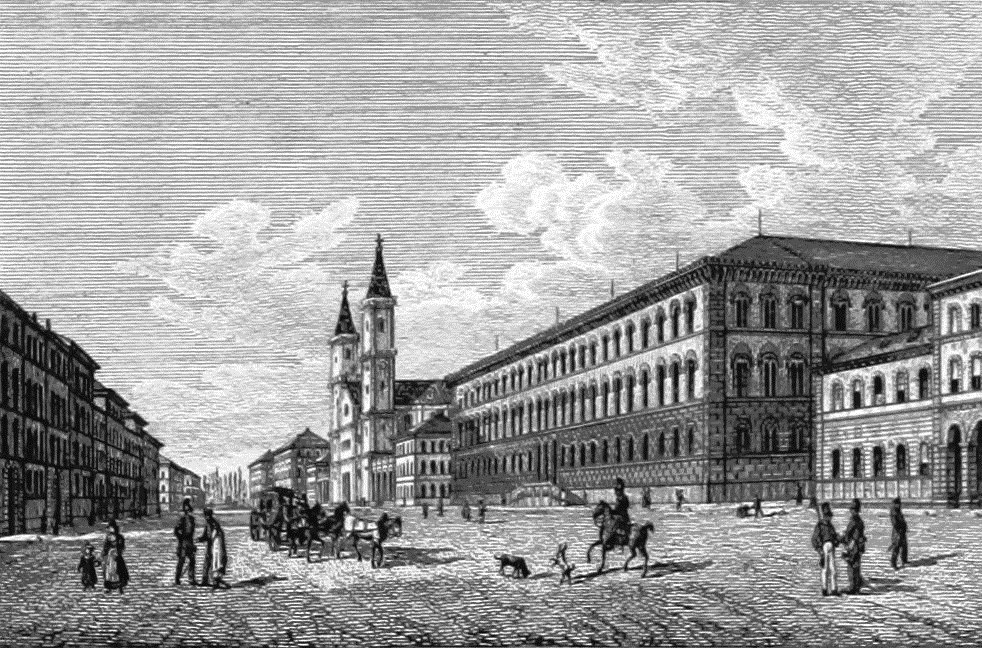
Bayerische Staatsbibliothek
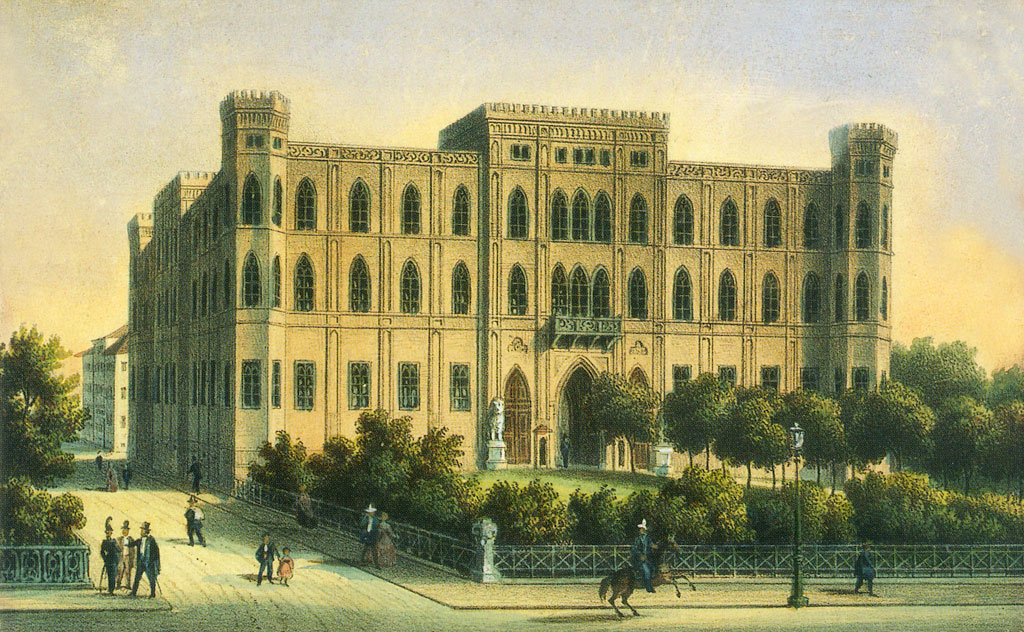
Wittelsbacher Palais
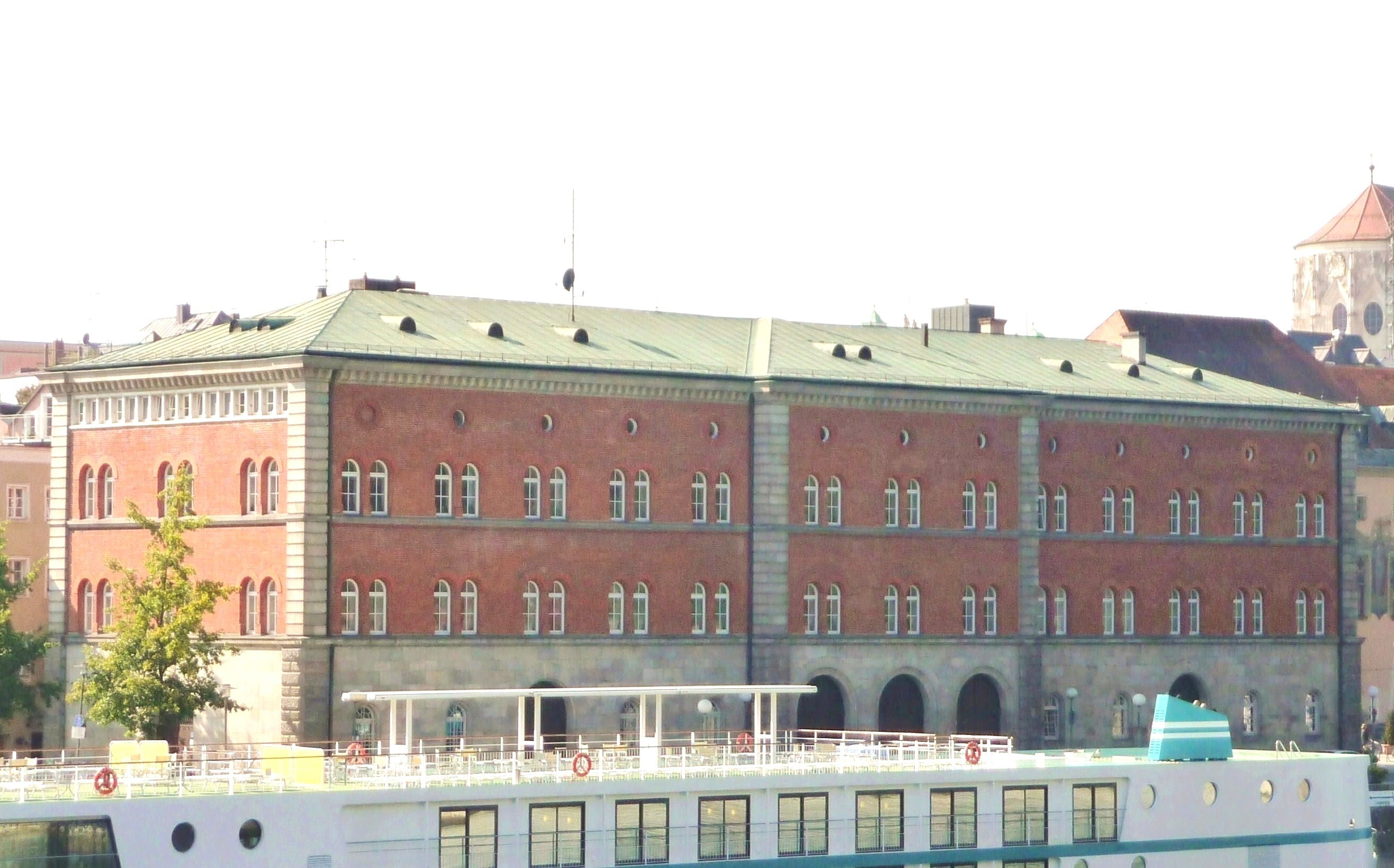
Ehemaliges Hauptzollamt in Passau
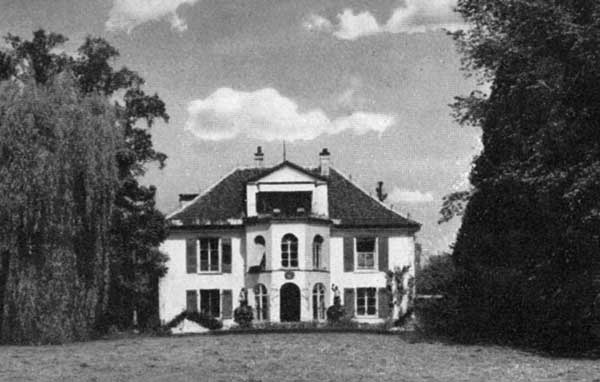
Villa Lotzbeck in Lindau-Aeschach
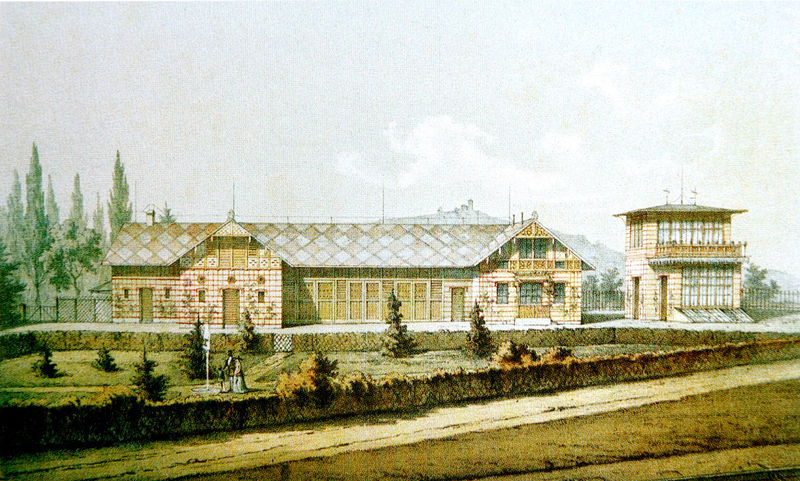
Ökonomiegebäude der Villa Lotzbeck
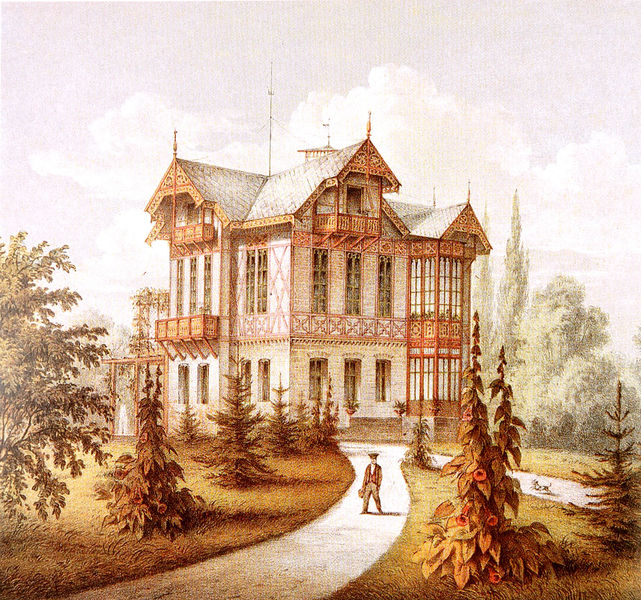
Villa Sautier/Brune („Zum Spiegler“) in Lindau-Schachen
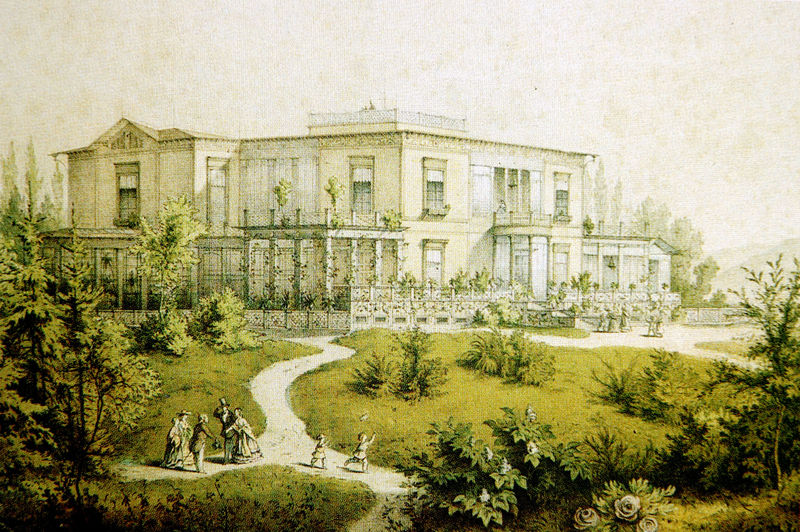
Villa Gruber („Lindenhof“) bei Lindau
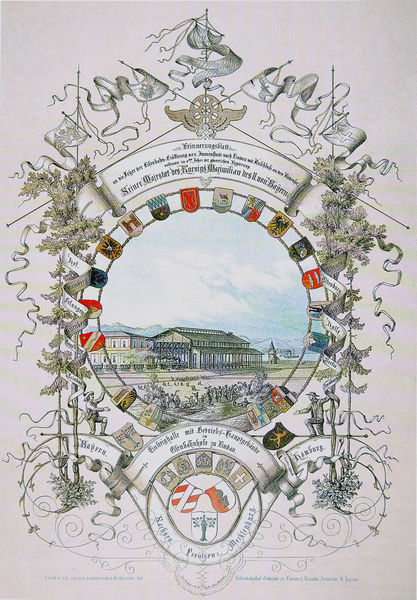
Bahnhof Lindau, Einsteighalle mit Betriebshauptgebäude
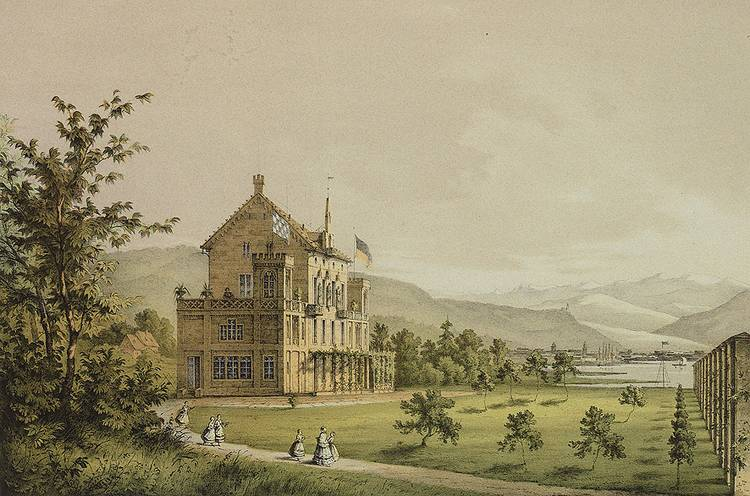
Villa Leuchtenberg in Lindau-Reutin
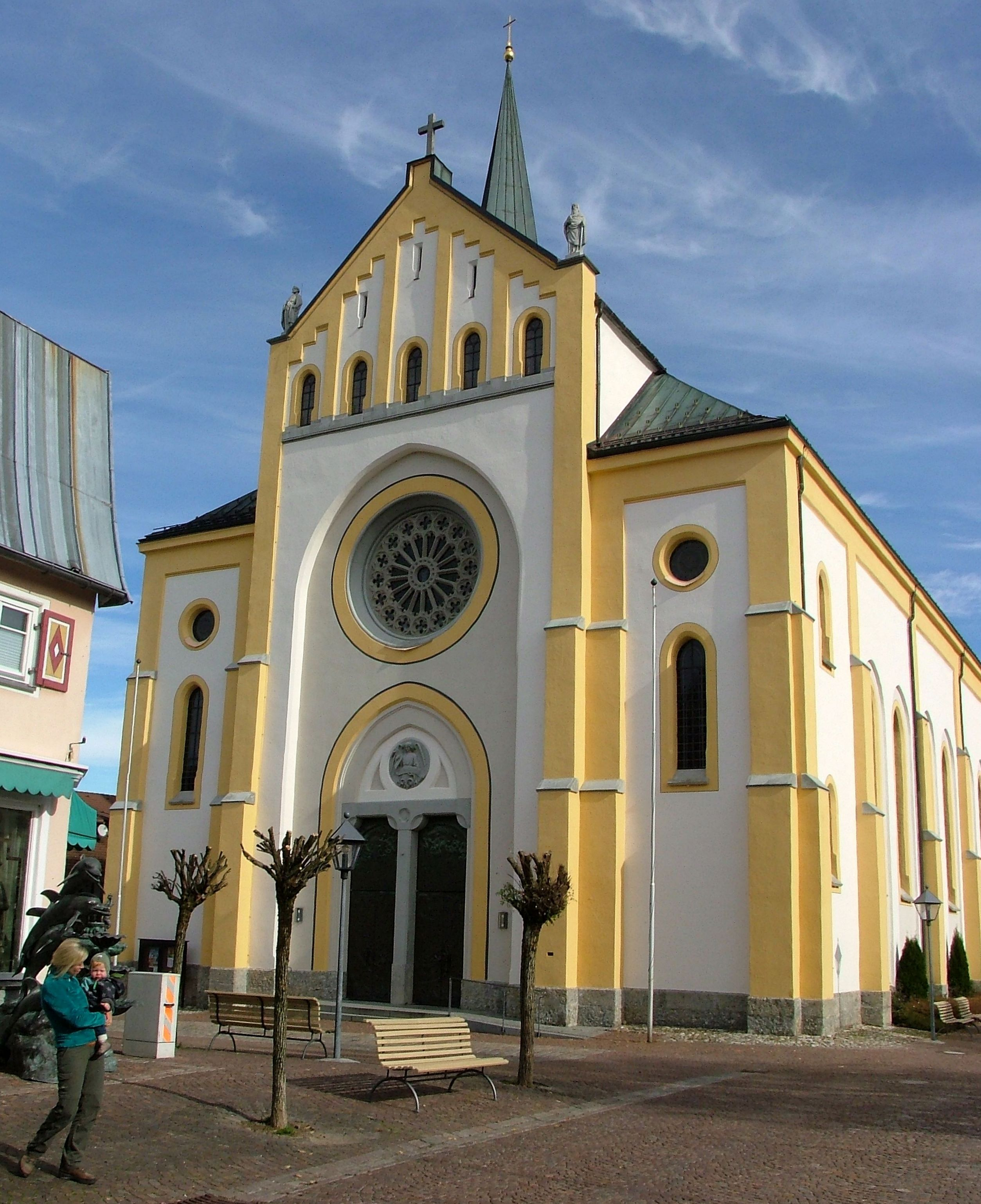
Pfarrkirche St. Peter und Paul in Oberstaufen
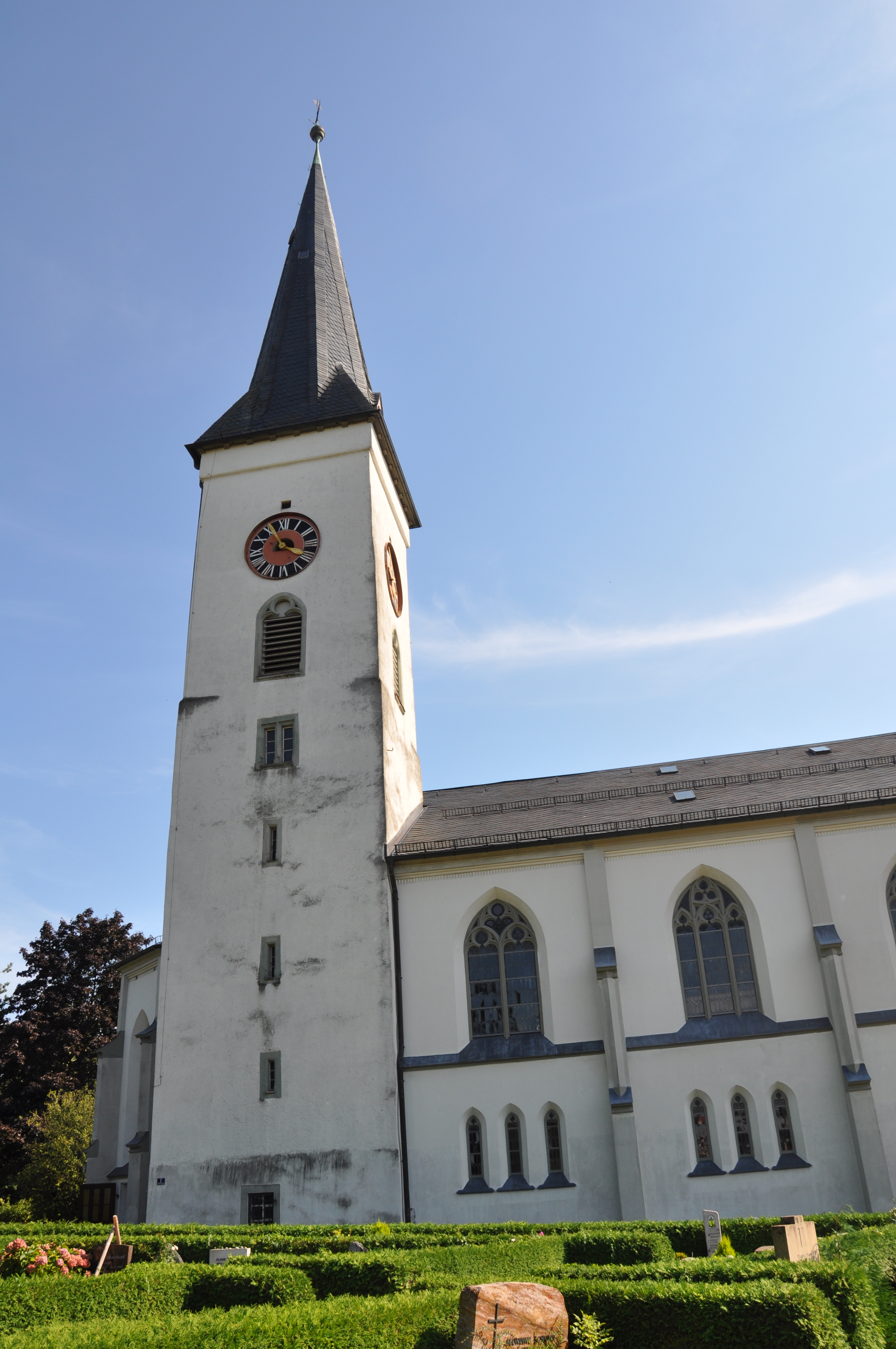
Pfarrkirche St. Verena in Lindau-Oberreutin
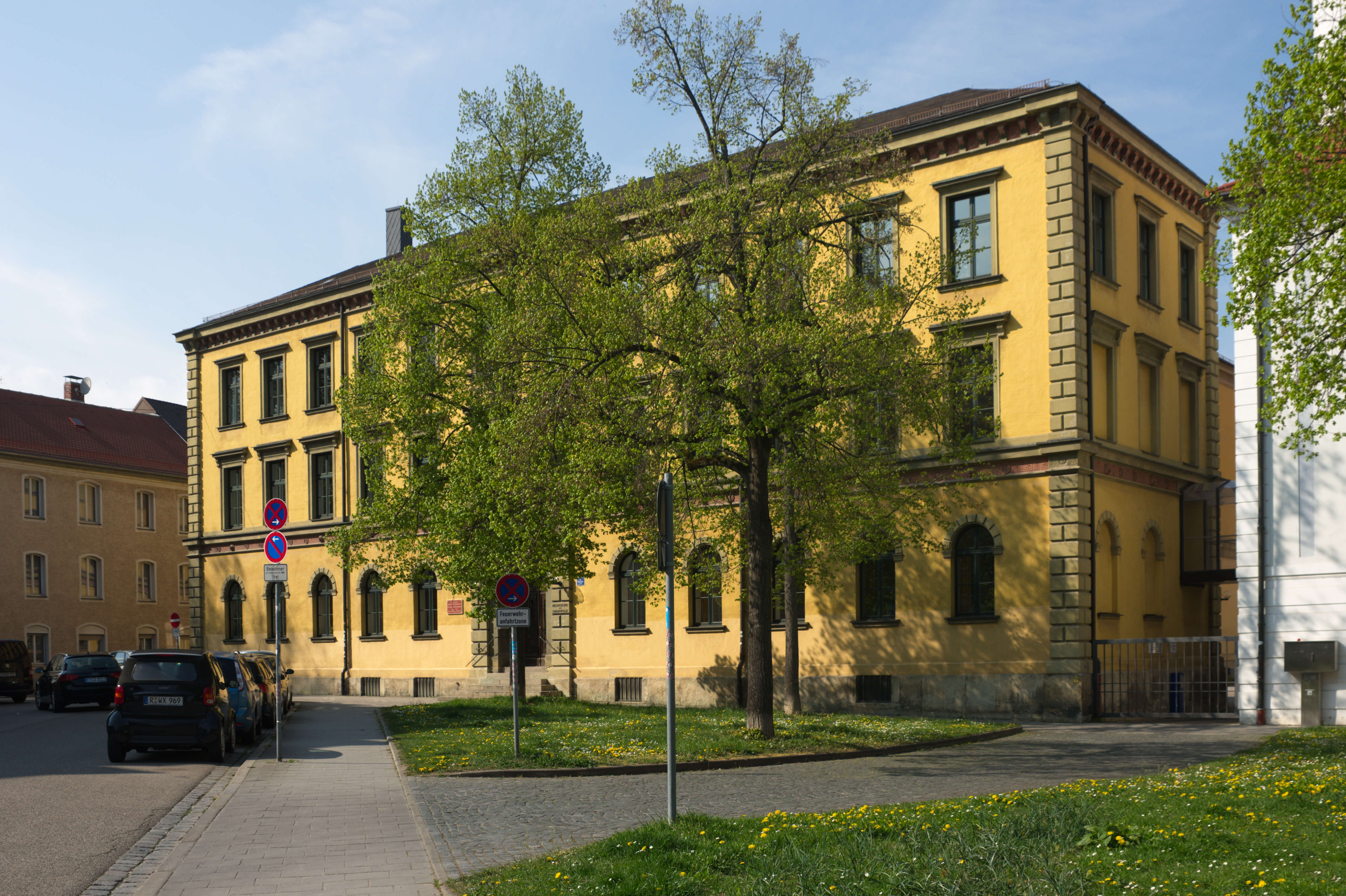
Ehemalige Philosophisch-Theologische Hochschule in Regensburg

## Schriften
- Sammlung theils ausgeführter, theils projektirter architektonischer Entwürfe und Baugegenstände: mit besonderer Berücksichtigung der Details und Konstruktionen zur Benützung für Gewerbschulen, angehende Architekten, für Maurer-Zimmermeister, Schreiner in Städten und auf dem Lande.
  - Band 1,  Carl Görgel (Hrsg.), Verlag Thomann, Landshut, 1845. Digitalisat der Bayerischen Staatsbibliothek Digital (BSB) und des Münchner Digitalisationszentrums (MDZ), BSB-Permalink, Auszug Google-Digitalisat
  - Band 2, Lambert Heinrich Röhl (Hrsg.), Verlag Thomann, Landshut 1845. Digitalisat der Bayerischen Staatsbibliothek Digital (BSB) und des Münchner Digitalisationszentrums (MDZ), BSB-Permalink
  - Band 3, Jean N. Hachette (Hrsg.), Verlag Thomann, Landshut 1845. Digitalisat der Bayerischen Staatsbibliothek Digital (BSB) und des Münchner Digitalisationszentrums (MDZ), BSB-Permalink

- Mittelalterliche Verzierungen aus dem 15. Jahrhundert für Tischler, Holzschnitzer ... und alle Gewerbe, die sich mit Dekorationen beschäftigen : Enthaltend eine Sammlung von Maasswerkverzierungen, Spruchbändern, Pflanzenwerk ... Entnommen dem berühmter Chorgestühl der Kathedrale von Freysing. Aufgenommen und gravirt von Anton Harrer. Verlag Emil Roller, München 1852. Digitalisat der Bayerischen Staatsbibliothek Digital (BSB) und des Münchner Digitalisationszentrums (MDZ), BSB-Permalink

- Chorgestühl der Kathedrale zu Freising : Beitrag zur Kenntniß der Holzschnitzkunst des 15ten Jahrhunderts. Enthaltend eine Sammlung von Maaßwerkverzierungen, Spruchbändern, Pflanzenwerk u. and. Details z. Gebrauche f. Holzschnitzer, Tischler, Schlosser, Gürtler ... Aufgenommen und gravirt von Anton Harrer.
  - Band 1, Denis Sauvage (Hrsg.). Verlag Emil Roller, München 1847. Digitalisat der Bayerischen Staatsbibliothek Digital (BSB) und des Münchner Digitalisationszentrums (MDZ), BSB-Permalink, Auszug Google-Digitalisat
  - Band 2, Johann Georg Zeiß und Emil Renn (Hrsg.), Verlag Emil Roller, München 1848. Digitalisat der Bayerischen Staatsbibliothek Digital (BSB) und des Münchner Digitalisationszentrums (MDZ), BSB-Permalink
  - Band 3, Daniel Bruckner (Hrsg.), Verlag Emil Roller, München 1848. Digitalisat der Bayerischen Staatsbibliothek Digital (BSB) und des Münchner Digitalisationszentrums (MDZ), BSB-Permalink

- Technische Bibliothek für Meubeltischler. Einrichtung eines Zimmers in gothischem Style: Entworfen u. gravirt von A. Harrer. Verlag Emil Roller, München 1850. Auszug Google-Digitalisat

- Beschreibung des zum erstenmale in Zeichnung veröffentlichten Hochaltares zu Moosburg, ein plastisches Denkmal des XV. Jahrhunderts, zur Benützung für Architekten, Bildhauer. ... Stettner-Verlag, 1857.

- Beiträge zur Holzarchitektur des Mittelalters. Details des berühmten Hochaltars in der Stadtpfarrkirche zu Moosburg. Im XV. Jahrhundert in Holz geschnitzt.Z ur Benütztung [sic] für Architecten, Bildhauer, Ciseleure ... Gezeichnet und bearbeitet von A. Harrer Stettner-Verlag, Lindau 1856.

- Architektonisches Album. Erinnerung an Lindau am Bodensee und dessen Umgebung von A. Harrer mit 14 ganzseitigen meist farbigen Lithografien von Bollmann bei Kühn München: Maximilians-Denkmal, Hauptbetriebsgebäude und ... Bahnhof, Villa Leuchtenberg, Seebadhäuschen der Lotzbeck-Villa, Architekturdetails Bahnhof, Seehafen, Ökonomiegebäude der Lotzbeck-Villa, Villa Lindenhof, Villa Spiegler, Details Villa Spiegler, Details Villa Lotzbeck, Ökonomiegebäude der Lotzbeck-Villa, Villa Spiegler, Taubenhaus der Villa Amsee. 2. Hälfte 19. Jahrhundert Info aus Auktion vom September 2010 des Auktionshauses Michael Zeller, Lindau